# Bulharská národní televize
Bulharská národní televize (bulharsky Българска национална телевизия, zkráceně BNT) je veřejnoprávní televize v Bulharsku. Společnost byla založena v roce 1959 a vysílat začala 26. prosince téhož roku. Barevné vysílání zahájila v roce 1970.
Od roku 1993 je členem Evropské vysílací unie a má právo se účastnit Eurovision Song Contest.
Sídlo Bulharské národní televize se nachází v hlavním městě Bulharska, Sofii na ulici San Stafano 29. Prvním přímým přenosem byl průvod u příležitosti výročí Říjnové revoluce. Vysílatel je financována ze státních prostředků (cca 60%), zbytek pochází z televizních reklam.
V současnosti operuje s kanály BNT 1, BNT 2, BNT 3 a BNT 4. BNT 1 a BNT 4 jsou kanály, jejichž cílem je vysílat pouze pořady bulharské výroby. Mezi léty 1974 až 2000 existoval kanál nazvaný Efir 2, který byl později nahrazen soukromým bTV. Vysílání kanálu bylo obnoveno v říjnu 2011 v pod názvem BNT 2.
BNT provozovala čtyři regionální vysílací centra, se sídly v Blagoevgradě (kanál Pirin), Varně (kanál More), Plovdivu (kanál Plovdiv) a Rousse (kanál Sever). Ty byly sloučeny v říjnu 2011 do kanálu BNT 2.
Poté, co Bulharsko začalo 1. března 2013 oficiálně vysílat přenosem DVB-T, dostala svůj vlastní multiplex, který je k dispozici na národní úrovni a je provozován multiplexem First Digital Ltd. Zahrnuje kanály BNT 1 a BNT 2. Dalším novým kanálem, který má být zahrnut do multiplexu je kanál BNT HD.

## Televizní kanály
| BNT1 logo   | BNT 1 | Celkový kanál vysílající zpravodajství, publicistiku, dokumenty, sport, zábavní programy, hudbu a kulturu, dětské programy, pořady z archivu i náboženské či historické programy. Kanál vysílá od roku 1959. Dostupný je také v HD. V Bulharsku dosahuje průměrné sledovanosti okolo 4%.                                            |
| BNT2 logo   | BNT 2 | Nástupce zaniklé druhé stanice Efir 2. Vysílání bylo zahájeno 16. října 2011, kdy kanál nahradil čtyři regionální televizní stanice: BNT Pirin, BNT More, BNT Sever, BNT Plovdiv a BNT Sofia tím, že je zkombinoval do jedné stanice. Stanice se zaměřuje na zpravodajství, publicistiku, dokumenty s kulturu či sportovní přenosy. |
| BNT HD logo | BNT 3 | Kanál vysílající programy BNT v HD rozlišení. Klade velký důraz na sport či dokumenty. Byl spuštěn roku 2014 u příležitosti zahajovacího ceremoniálu Zimních olympijských her 2014. |
| BNT world   | BNT 4 | Kanál určený Bulharům žijícím v zahraničí. Byl spuštěn roku 1999. |

## Regionální televizní centra
Bulharská národní televize má 4 regionální centra – Blagoevgrad, Varna, Plovdiv a Ruse, která vytvářejí reportáže speciálně určené pro obyvatele různých částí Bulharska. Navíc každé regionální televizní centrum produkuje a vysílá svůj vlastní program pro diváky ve svém regionu, který je distribuován kabelovkou.
RTVC – Blagoevgrad
Regionální televizní centrum Blagoevgrad vzniklo v roce 1975. Přispívá do programového schématu Bulharské národní televize folklórními programy, dokumentárními a uměleckými filmy. Od roku 1992 začalo vysílat na svém regionálního kanálu „Kanal Pirin“.
RTVC – Varna
Regionální televizní centrum Varna bylo založena v roce 1972. Přenáší významné mezinárodní kulturní akce, které se konají v přímořském městě Varna, a to „Mezinárodní baletní soutěž“, mezinárodní hudební festival „Varenské léto“, filmový festival „Láska je šílenství“, divadelní soutěž „Varneská scéna“ nebo také četné evropské a světové sportovní akce a politické fóra. Zahájení vysílání na regionální stanici „More“ bylo zahájeno dne 2. května 1993.
RTVC – Plovdiv
Regionální televizní centrum Plovdiv bylo otevřeno 22. března 1971 a byl první regionální divizí BNT. Zpočátku fungovalo jako televizní studio, které produkovalo jen reportáže ve zpravodajské emisi „Ve světě na u nás“.
RTVC – Ruse
Regionální televizní centrum Ruse vzniklo v roce 1973. V roce 1978 začalo vysílat týdenní blok „Sever“. Regionální televizní centrum Ruse je významným mediálním partnerem všech národních a mezinárodních akcí, které hostí město Ruse.

## Galerie

Logo BNT používané mezi léty 1959–2008
Logo BNT používané mezi léty 2008–2018
Logo BNT používané od roku 2018
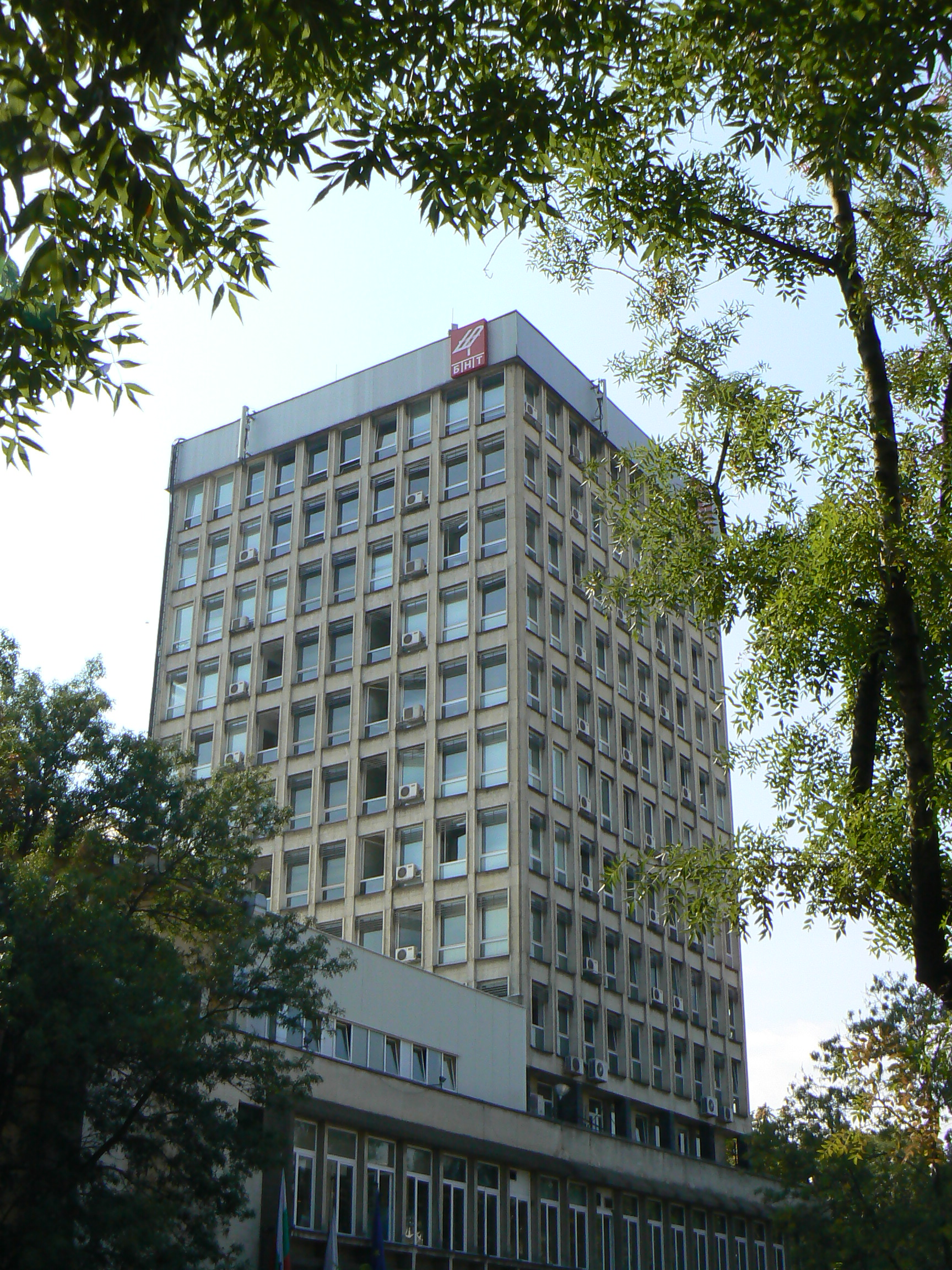
Sídlo televize v Sofii